# Random Lake
Random Lake è un villaggio statunitense di 1 561 abitanti della contea di Sheboygan, Wisconsin. La popolazione era di 1.594 al censimento del 2010. Fa parte dell'area metropolitana di Sheboygan.

## Geografia fisica

### Territorio

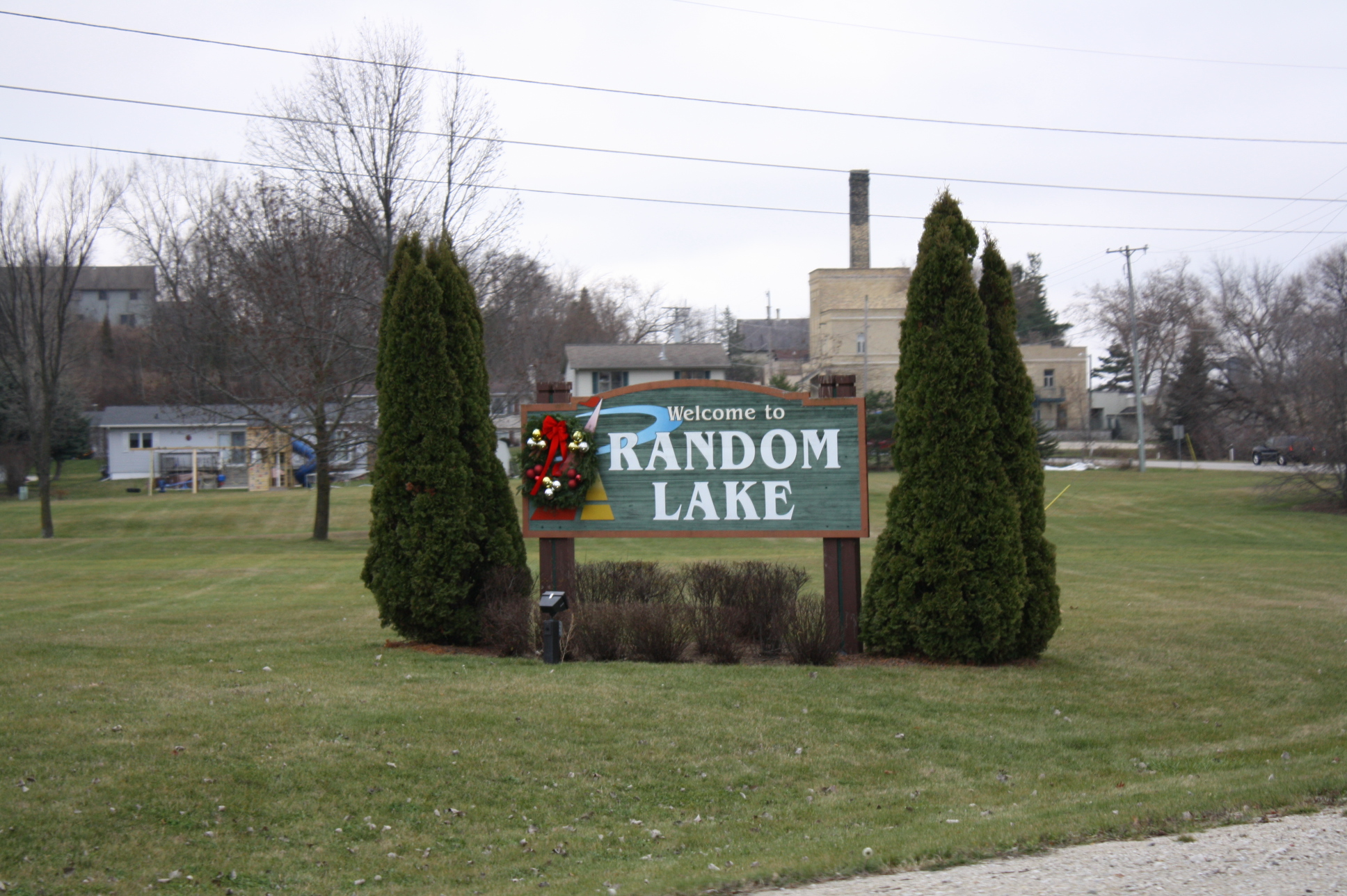
Un cartello di benvenuto

Random Lake è localizzata alle coordinate 43°33′09″N 87°57′37″W (43.552, -87.960).
Secondo lo United States Census Bureau, il villaggio ha un'area totale di 1,69 miglia quadrate (4,38 km²), di cui 1,35 miglia quadrate (3,50 km²) sono terra e 0,34 miglia quadrate (0,88 km²) sono acqua. Il villaggio è circondato dalla città di Sherman, ma non ne fa parte.

## Storia

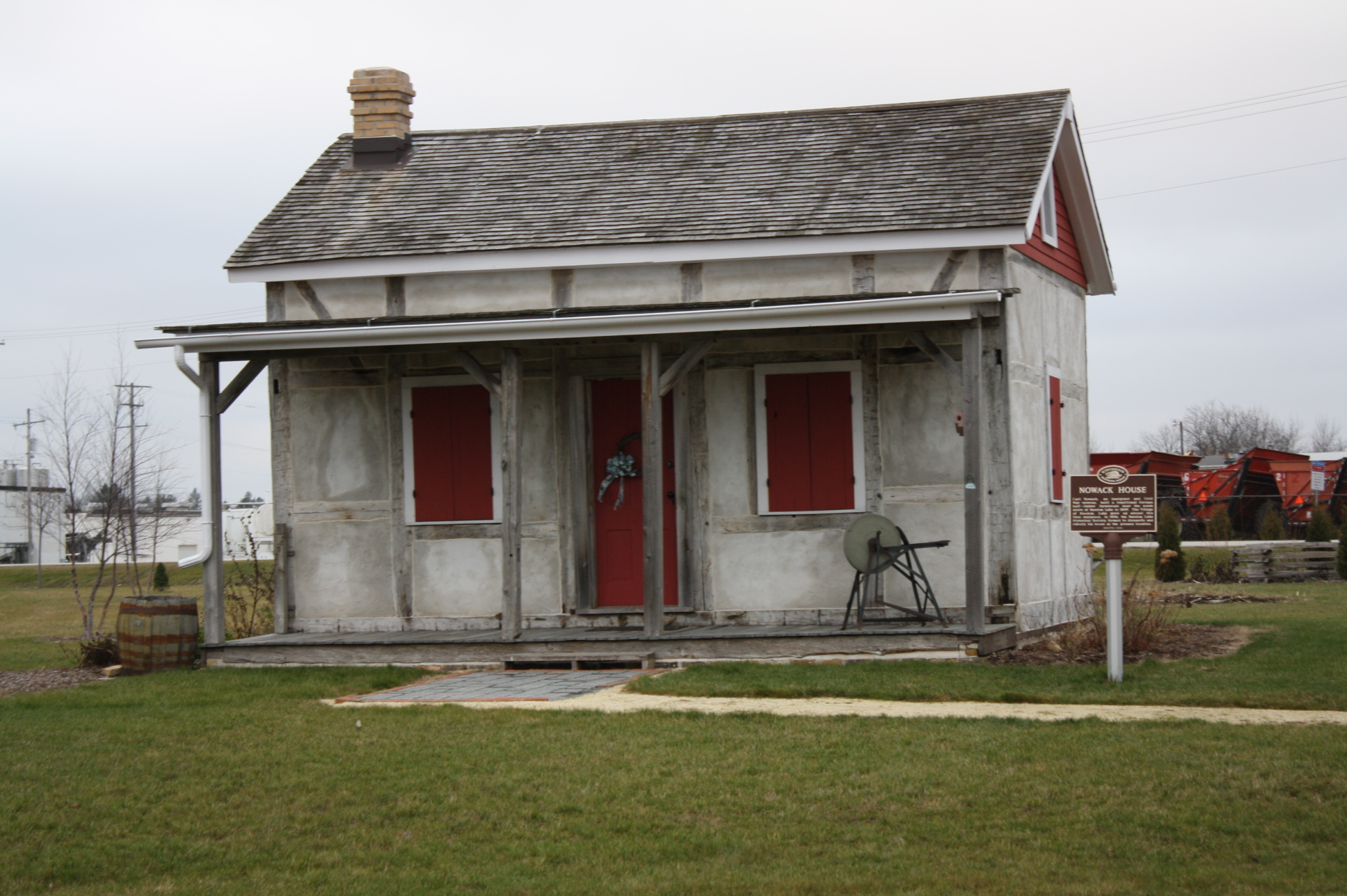
Nowack House, la prima casa costruita a Random Lake

I primi immigrati bianchi giunsero nella regione nel 1840 e fondarono l'insediamento. Nel 1850, la città di Sherman fu istituita come unità amministrativa di livello superiore e nel 1872 l'insediamento venne collegato alla rete ferroviaria. Nel 1920, Random Lake fu separata dalla città di Sherman e venne istituito il Villaggio di Random Lake (Village of Random Lake in inglese).

## Società

### Evoluzione demografica
Abitanti censiti (in migliaia)

- Comuni statunitensi per popolazione

#### Censimento del 2000
Secondo il censimento del 2000, nel villaggio vivevano 1.551 persone, 613 nuclei familiari e 424 famiglie. La densità di popolazione era di 1.217,9 persone per miglio quadrato (471,5/km²). C'erano 656 unità abitative con una densità media di 515,1 per miglio quadrato (199,4/km²). La composizione razziale del villaggio era 97,42% bianca, 0,58% nativa americana, 0,13% asiatica, 0,26% isolana del Pacifico, 0,77% di altre razze e 0,84% di due o più razze. Ispanici o latini di qualsiasi razza erano l'1,61% della popolazione.
C'erano 613 nuclei familiari, di cui il 34,1% aveva figli di età inferiore ai 18 anni che vivevano con loro, il 55,8% erano coppie sposate che vivevano insieme, il 9,0% aveva una donna capofamiglia senza marito presente e il 30,8% non erano famiglie. Il 25,6% di tutti i nuclei familiari era composto da individui e l'11,4% aveva qualcuno che viveva da solo e aveva 65 anni o più. La dimensione media del nucleo familiare era 2,53 e la dimensione media della famiglia era 3,02.
Nel villaggio, la popolazione era distribuita, con il 27,0% di età inferiore ai 18 anni, il 7,9% da 18 a 24, il 31,9% da 25 a 44, il 20,4% da 45 a 64 e il 12,8% che aveva 65 anni o più. L'età media era di 37 anni. Per ogni 100 femmine, c'erano 100,1 maschi. Per ogni 100 femmine di 18 anni e più, c'erano 101,6 maschi.
Il reddito medio per una famiglia nel villaggio era di $ 45.938 e il reddito medio per una famiglia era di $ 51.979. I maschi avevano un reddito medio di $ 37.813 contro $ 23.510 per le femmine. Il reddito pro capite per il villaggio era di $ 21.892. Circa il 3,7% delle famiglie e il 5,4% della popolazione erano al di sotto della soglia di povertà, tra cui l'8,4% di quelli di età inferiore ai 18 anni e il 5,4% di quelli di età pari o superiore a 65 anni.

#### Censimento del 2010
Secondo il censimento del 2010, nel villaggio vivevano 1.594 persone, 659 nuclei familiari e 441 famiglie. La densità di popolazione era di 1.180,7 abitanti per miglio quadrato (455,9/km²). C'erano 720 unità abitative con una densità media di 533,3 per miglio quadrato (205,9/km²). La composizione razziale del villaggio era 95,4% bianca, 0,4% afroamericana, 0,3% nativa americana, 0,6% asiatica, 2,2% di altre razze e 1,1% di due o più razze. Ispanici o latini di qualsiasi razza erano il 4,5% della popolazione.
C'erano 659 nuclei familiari, di cui il 31,7% aveva figli di età inferiore ai 18 anni che vivevano con loro, il 54,2% erano coppie sposate che vivevano insieme, l'8,5% aveva una donna capofamiglia senza marito presente, il 4,2% aveva un uomo capofamiglia senza moglie presente e il 33,1% non erano famiglie. Il 26,4% di tutti i nuclei familiari era composto da individui e il 10% aveva qualcuno che viveva da solo e aveva 65 anni o più. La dimensione media del nucleo familiare era 2,42 e la dimensione media della famiglia era 2,94.
L'età media nel villaggio era 40,3 anni. Il 24% dei residenti aveva meno di 18 anni; il 6,7% aveva un'età compresa tra 18 e 24 anni; il 27,4% aveva un'età compresa tra 25 e 44 anni; il 29% aveva un'età compresa tra 45 e 64 anni; e il 13% aveva 65 anni o più. La composizione di genere del villaggio era composta per il 50,8% da uomini e per il 49,2% da donne.

## Cultura

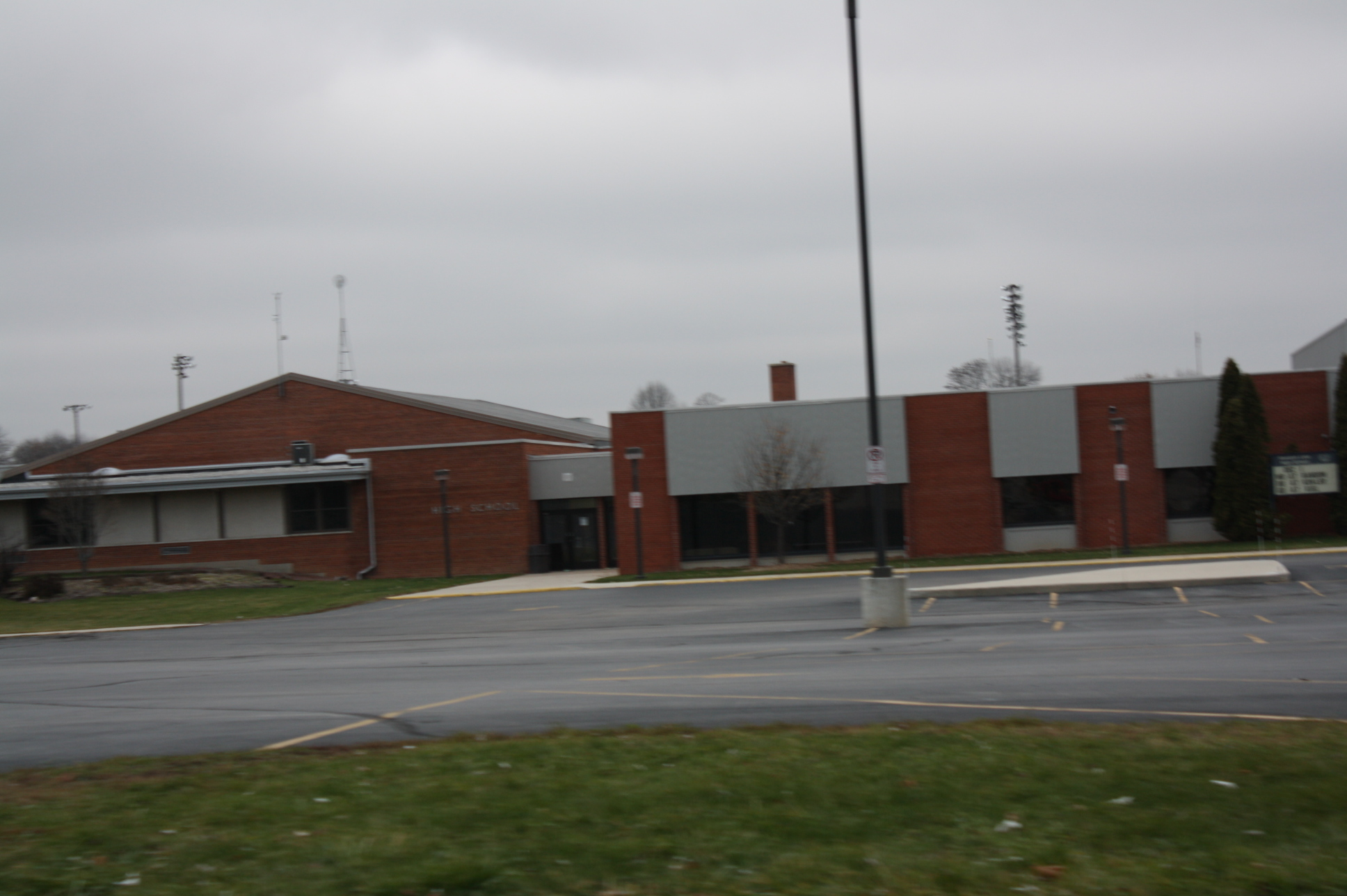
La Random Lake High School

Random Lake ospita la Random Lake High School, una scuola pubblica che accoglie circa 400 studenti del villaggio e della zona circostante. La scuola è stata fondata nel 1929 e la sua struttura attuale è stata costruita nel 1959. La mascotte della Random Lake High School è l'ariete "Rambo" e i colori della scuola sono il blu reale e l'argento. Random Lake aveva una scuola parrocchiale, Our Lady of the Lakes, una scuola cattolica romana che contava circa 60 studenti. Our Lady of the Lakes è stata costretta a chiudere dopo aver ridotto i tassi di iscrizione.

## Infrastrutture e trasporti

### Strade
Il villaggio di Random Lake è connesso ad est dalla Wisconsin State Highway 57, strada a quattro corsie che corre da nord a sud, mentre a nord è connesso dalla Wisconsin State Highway 144, che corre invece da est a ovest. Tutte le altre strade sono strade secondarie di campagna, alcune delle quali sono sterrate e strade di collegamento interne alla città.
Parallelamente alla WIS 57, Random Lake è attraversata dalla linea ferroviaria merci della Wisconsin and Southern Railroad (WSOR).
Un piccolo aeroporto, lo Sheboygan County Memorial Airport si trova a 30 km a nordest. Gli aeroporti più vicini sono il Milwaukee Mitchell International Airport a Milwaukee (71 km a sud) e l'Austin Straubel International Airport a Green Bay (126 km a nord).